# Dubai Drydocks
Dubai Drydocks is een scheepswerf in Dubai in de Verenigde Arabische Emiraten. Het is de grootste werf in het Midden-Oosten. Hoewel het vooral een reparatiewerf is, vindt er ook ombouw en nieuwbouw plaats.